# Grzybienie egipskie
Grzybienie egipskie (Nymphaea lotus L.) – gatunek rośliny należący do rodziny grzybieniowatych (Nymphaeceae). Znany zwykle pod nazwami zwyczajowymi lub handlowymi jako lotos tygrysi, lotos egipski lub grzybień egipski. Występuje w stanie dzikim w Afryce i Rumunii. Jako gatunek introdukowany rozprzestrzenił się na Florydzie w USA oraz w niektórych krajach Ameryki Środkowej i Południowej (Kostaryka, Salwador, Panama, Gujana, Wenezuela, Brazylia, Kolumbia). Poza tym jako roślina ozdobna jest uprawiany w wielu krajach świata.

## Morfologia

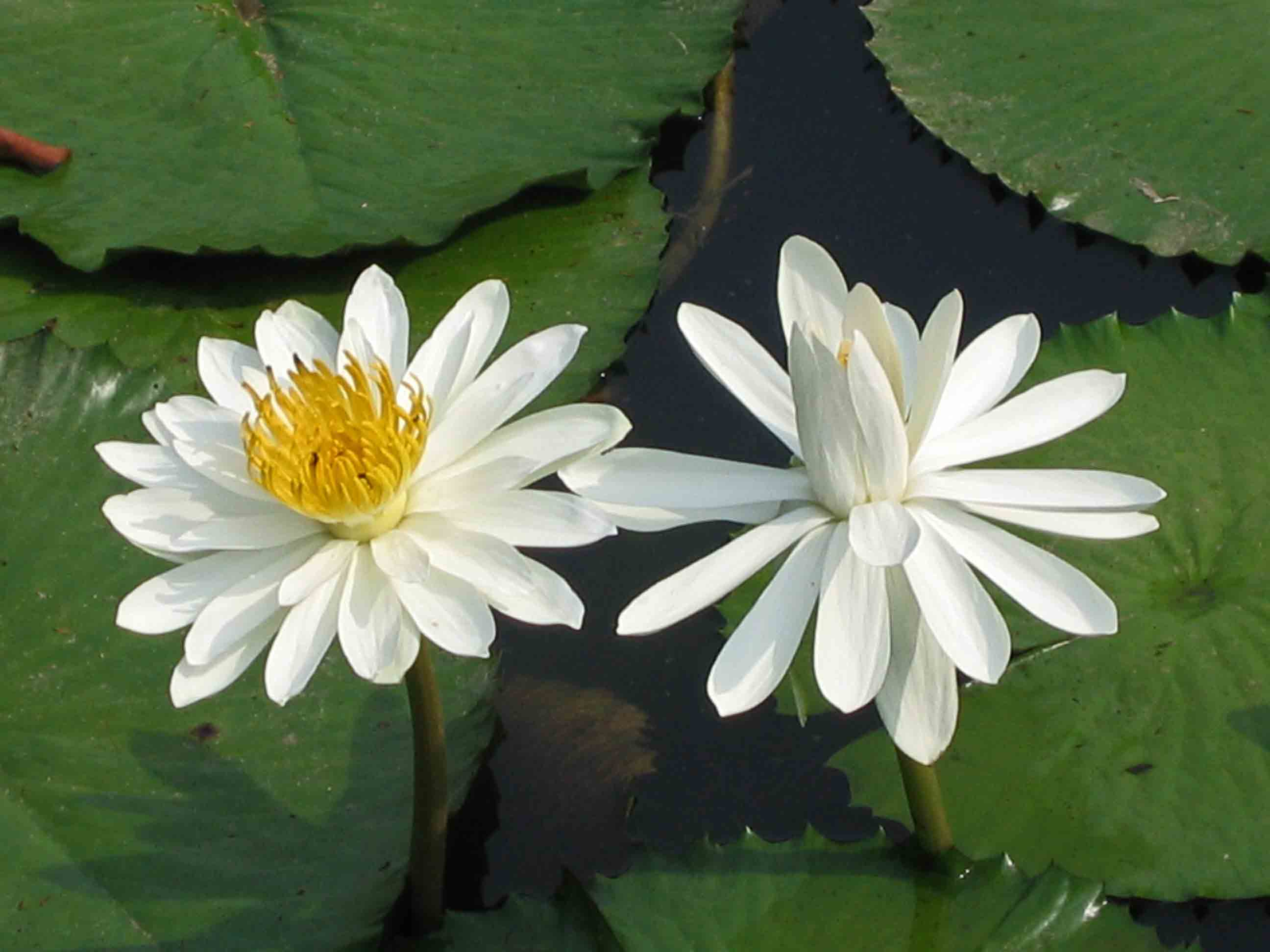
Kwiaty i liście pływające

PokrójRoślina wodna, bylina. Liście wyrastają z kłącza, zakwita nad powierzchnią wody. Osiąga wysokość 20–80 cm, szerokość – 25–60 cm.
LiściePosiada dwa rodzaje liści: podwodne i pływające. Podwodne są mniejsze, kształtu od szeroko strzałkowatego do owalnego o brzegach równych, lekko faliste. Kolorystyka liści jest zmienna, zależna od natężenia oświetlenia. W uprawie w trzech barwnych odmianach: o liściach zielonych, blado czerwonofioletowych i intensywnie czerwonych. Wszystkie odmiany posiadają cętkowane liście, różniące się od siebie nasyceniem kolorów i ilością plamek. Liście pływające na powierzchni wody rzadko pojawiają się w uprawie akwariowej. Są okrągławe, z nasadą wyciętą, na brzegu ząbkowane.
KłączePełza po dnie zbiorników. Wyrastają z niego liście, kwiaty i rozłogi.
KwiatyNa długich szypułkach, wystają ponad powierzchnię wody. Zewnętrzne listki okwiatu zielone (4 jajowate, 4 wąskolancetowate), wewnętrzne białe, rzadziej lekko zaróżowione, liczne.
OwocTorebka zawierająca liczne, drobne nasiona (niekiedy ponad 1000). Kiełkują one prawie natychmiast po opadnięciu na dno zbiornika.

## Biologia i ekologia
W naturze rośnie w wodach czystych, ciepłych i lekko kwaśnych. Kwiaty otwierają się nocą, zamykają nad ranem, posiadają przyjemny aromat. Są samopylne i przy sprzyjających warunkach, np. odpowiedniej wilgotności powietrza, następuje samozapylenie, po czym kwiat zanurza się w wodzie i tam dojrzewają owoce.

## Zastosowanie

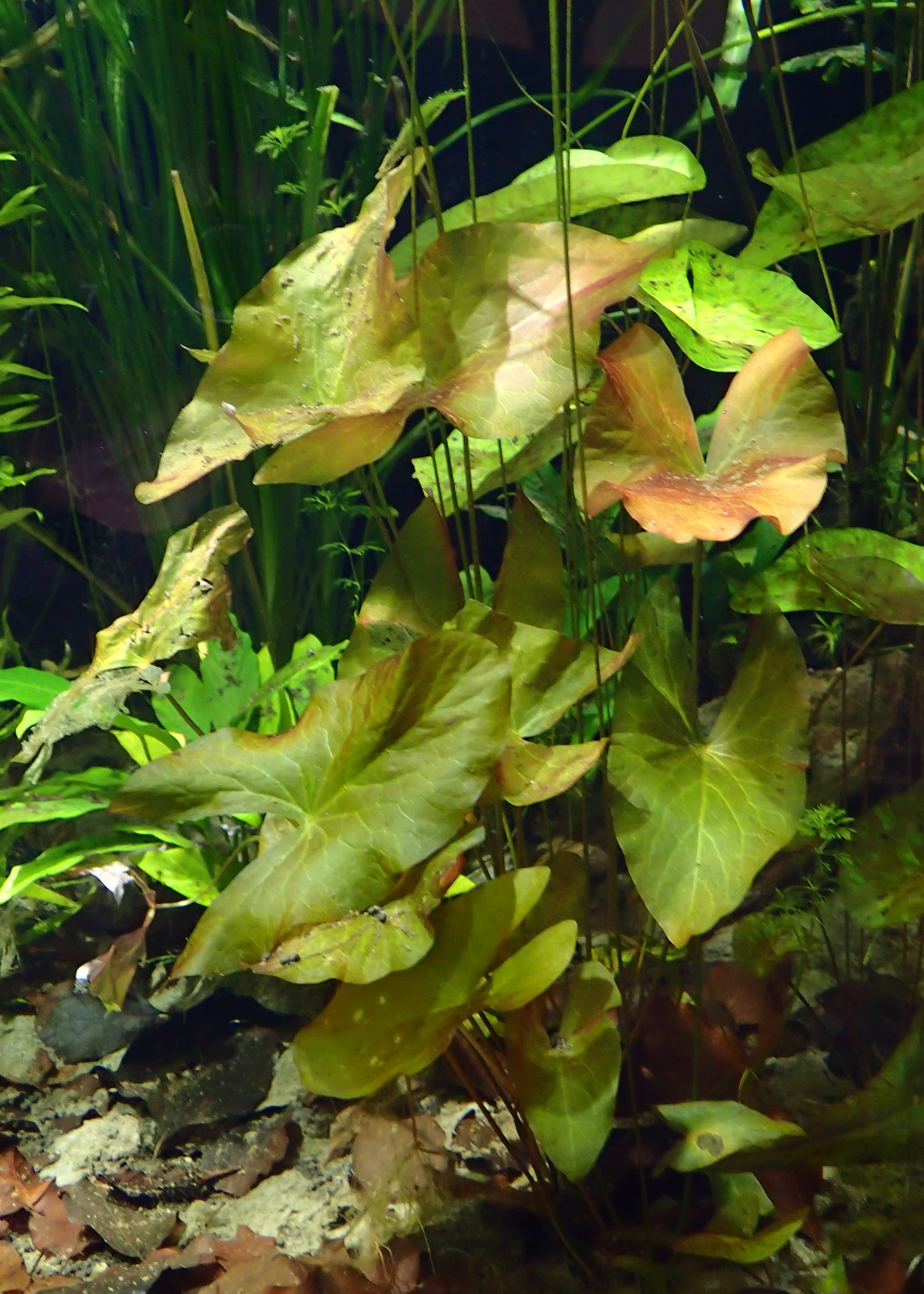
Lotos tygrysi w akwarium

- Roślina ozdobna: Popularna roślina akwariowa. W krajach o ciepłym klimacie jest uprawiana w zbiornikach wodnych, w Polsce jako roślina akwariowa, lub sezonowo w oczkach wodnych. W handlu i wśród akwarystów najbardziej znana pod nazwą "lotos tygrysi". Ozdobna z powodu szerokich, barwnych liści. W akwarium rzadko wykształca liście pływające i zakwita.
- W latach nieurodzaju z jego nasion sporządzano mąkę.

## Uprawa
WymaganiaWoda ciepła 24-28 °C, miękka lub średnia – około 6- 8°n i pH 6,5-7. Podłoże lekkie, żwirowe, dające przepuszczalność. Oświetlanie dość intensywne. Nie lubi przebywać w cieniu, wówczas jej listowie ulega degeneracji, liście stają się mniejsze, mniej ubarwione, z czasem nadmierne zacienienie prowadzi do śmierci rośliny. Obcinanie liści nawodnych i wybujałych – podwodnych, powoduje rozrost liści podwodnych. Nawożenie powinno być regularne lecz niezbyt obfite, gdyż zbyt duża dawka powoduje większy wzrost a co za tym idzie, roślina ta pnie się w górę, na powierzchni zaś liście jej są słabe, łatwo ulegają zniszczeniu. Zbyt intensywne nawożenie może doprowadzić do zakwitnięcia rośliny, na powierzchni wody wówczas pojawia się kwiat, który rozwija się wieczorem lub w nocy po zgaśnięciu oświetlenia przez kilka dni, zamykając się w świetle. Jeżeli roślina ma zakwitnąć, należy liście pływające (nawodne) pozostawić. Długotrwałe wypuszczanie odrostów oraz niedopuszczenie rośliny do zakwitnięcia na powierzchni może doprowadzić do jej osłabienia, a nawet obumarcia.
RozmnażanieNastępuje poprzez rozłogi, które można odciąć dopiero po dobrym rozwinięciu i ukorzeniu się młodej rośliny.

## Udział w kulturze
- Występujące w Starożytnym Egipcie gatunki grzybieni nazywane były lotosem. Na grobowcu faraona pochodzącym z okresu 3000-2500 lat p.n.e. jest malowidło przedstawiające prawdopodobnie uprawę lotosów w równoległych kanałach. Lotosy dla starożytnych Egipcjan miały duże znaczenie w obrzędowości religijnej, dużo tych roślin zużywano też do dekoracji świątyń[6].
- Lotosy w Starożytnym Egipcie były czczone jako roślina święta, gdyż rosły w świętym Nilu, rzece użyźniającej ziemię[7].
- Kwiaty grzybieni były w Starożytnym Egipcie ulubionym motywem zdobniczym w metaloplastyce, na przedmiotach z fajansu, alabastru, wypalanej gliny, na kapitelach kolumn świątynnych, a motyw liści zdobił lustra. Większość znawców roślin biblijnych uważa, że również kapitele kolumn pierwszej Świątyni Jerozolimskiej miały kształt kwiatów grzybieni, w grę wchodzą grzybienie białe, błękitne lub egipskie[7].